# Malietoa Vainuʻupo
Malietoa Vainuʻupo, dont le nom est parfois orthographie Vaiʻinupo, est un grand chef samoan du XIXe siècle, responsable notamment de la christianisation du pays.

## Biographie
Détenteur du titre de Malietoa, l'un des plus grands titres de chefs de l'archipel samoan, il est choisi par Iʻamafana, à la mort de ce dernier en 1802, pour hériter de quatre autres grands titres lui donnant droit au titre suprême (mais essentiellement honorifique) de tafaʻifa. Cet héritage est toutefois contesté par la majorité des faleupolu, les orateurs habilités à décerner ces titres. Pendant un quart de siècle, les titres demeurent vacants. En 1827 ou 1828, le chef Tamafaiga, soutenu par Malietoa, affronte son rival Mataʻafa lors d'une guerre « courte mais brutale », et remporte le droit au titre de tafaʻifa. 
Tamafaiga s'avère être un chef « tyrannique ». Il est assassiné en 1829 à Fasitoʻo par la population de la région d'Aʻana. Malietoa hérite alors de ses titres de Tui Aʻana et Tui Atua, deux des quatre titres nécessaires pour celui de tafaʻifa. Les principaux chefs et leurs familles, dont Malietoa, s'allient contre les Aʻana, et les écrasent lors d'un nouveau conflit brutal. Leurs villages sont incendiés, des populations entières brûlées vivantes. À l'issue de sa victoire, Malietoa Vainuʻupo se voit conférer les deux titres qui lui manquaient (Gatoaʻitele et Tamasoaliʻi), et dont l'obtention lui permet d'être reconnu comme tafaʻifa, chef prééminent des Samoa,.
En 1836, Vainuʻupo est converti au christianisme par le missionnaire britannique John Williams, arrivé en 1830. Il accepte cette nouvelle religion en partie pour des raisons politiques, car il la perçoit comme renforçant son autorité et celle des chefs de manière générale. Il adopte le prénom chrétien de Tevita (David). En geste de « paix chrétienne », il autorise les survivants Aʻana à retourner sur leurs terres. Sa conversion entraîne celle de la majeure partie de l'archipel. Il meurt en 1841, ayant légué ses divers titres à différents chefs : celui de Tui Aʻana à son neveu Toʻoa ; celui de Tui Atua à Mataʻafa Fagamanu ; et ceux de Gatoaʻitele, Tamasoaliʻi, Malietoa et Tupu o Salafai à son frère Taimalelagi. Il s'assure ainsi de ne pas avoir d'héritier pour le titre de tafaʻifa, et empêche l'émergence potentielle d'un État samoan politiquement unifié, comme cela est en train de se produire aux Tonga voisines. S'il s'agit clairement d'une décision délibérée, les raisons n'en sont pas connues. Il s'avère ainsi être le dernier des tafaʻifa. Ce titre, né au début du XVIe siècle, tombe en désuétude,,.